# Carlos Mansilla
Carlos Javier Mansilla Villegas (Punta Arenas, XII Región de Magallanes y Antártica Chilena, Chile, 22 de diciembre de 1990) es un exfutbolista chileno. Jugó de delantero y volante creativo.

## Trayectoria
Comenzó en la selección amateur de su región para disputar los Juegos Binacionales, destacando y siendo fichado para las inferiores de River Plate de Argentina donde permanece desde el 2007 hasta mediados del 2009 donde pasa a la sub-18 de Santiago Wanderers de Chile donde quedó vicecampeón de la categoría a nivel nacional.
Tras abandonar las divisiones inferiores estuvo sin club fichando a mediados del 2010 por el FB Gulbene 2005 de la 1. Liga de Lituania donde disputa cinco partidos y convierte un solo gol lo cual al final ayudaría al ascenso de su club a la Virsliga. Tras esto es dejado en libertad por su club.

## Selección nacional
Ha sido internacional con la Selección de fútbol de Chile a nivel sub-17 disputando el Campeonato Sudamericano Sub-17 de 2007 disputado en Ecuador donde disputó dos partidos y su equipo quedó en la primera ronda.

## Clubes
| Club                  | País     | Año  |
| --------------------- | -------- | ---- |
| FB Gulbene 2005       | Lituania | 2010 |
| Zamora Club de Fútbol | España   | 2011 |
| Club Chile            | Chile    | 2012 |

## Palmarés

### Campeonatos nacionales
| Título  | Club            | País     | Año  |
| ------- | --------------- | -------- | ---- |
| 1. Liga | FB Gulbene 2005 | Lituania | 2010 |